# Tobias Steinhauser
Tobias Steinhauser (Baviera, 27 de enero de 1972) es un ciclista alemán que fue profesional entre 1996 y 2005.

## Biografía
Tobias Steinhauser era un rodador, participó tres veces en el Tour de Francia. 
Estuvo tres años en el mismo equipo que su amigo Jan Ullrich, donde Jan se convirtió en su cuñado después de casarse con Sara Steinhauser, hermana de Tobias, en 2006. Puso fin a su carrera deportivo a finales de la temporada 2005.

## Palmarés
1995
- Giro de las Regiones

1997
- 3 etapas de la Vuelta a Sajonia

2000
- Tour de Hesse
- Rapport Toer, más 1 etapa

2002
- 1 etapa de la Vuelta a Suiza

## Resultados en Grandes Vueltas y Campeonatos del Mundo
| Carrera         | 1996  | 1997 | 1998 | 1999 | 2000 | 2001 | 2002 | 2003 | 2004 | 2005 |
| --------------- | ----- | ---- | ---- | ---- | ---- | ---- | ---- | ---- | ---- | ---- |
| Giro de Italia  | -     | Ab.  | -    | -    | -    | -    | -    | -    | -    | -    |
| Tour de Francia | 113.º | -    | -    | -    | -    | -    | Ab.  | -    | 81.º | -    |
| Vuelta a España | -     | -    | -    | -    | -    | -    | -    | -    | -    | -    |
| Mundial en Ruta | -     | Ab.  | -    | -    | 5º   | -    | -    | -    | -    | -    |

-: no participa
Ab.: abandono